# Coelotes tochigiensis
Coelotes tochigiensis là một loài nhện trong họ Amaurobiidae.
Loài này thuộc chi Coelotes. Coelotes tochigiensis được miêu tả năm 2009 bởi Nishikawa.